# 島津忠承
島津 忠承（しまづ ただつぐ、1903年〈明治36年〉5月19日 - 1990年〈平成2年〉8月26日）は、日本の華族。玉里島津家第3代当主。位階・勲等・爵位は正三位勲一等公爵。第8代日本赤十字社社長、結核予防会会長などを歴任した。

## 略伝
公爵議員として貴族院議員を長年務める。また、日本赤十字社副社長を経て、1946年（昭和21年）から日本赤十字社社長を務め、当時国交断絶していたソビエト連邦、中華人民共和国に残留した日本人の救出に尽力した。また、1946年（昭和21年）には結核予防会の副会長から会長に昇任した。1949年（昭和24年）6月2日、鹿児島市に昭和天皇の戦後巡幸が訪れた際には、島津忠彦夫妻ともに拝謁する機会を得た。
翌1950年（昭和25年）3月11日には、日本赤十字社社長として皇居に招かれ、皇室一家に赤十字社の創立者であるアンリ・ジュナンの伝記映画『人間同志』について進講、同映画を上映した。同年10月、モナコで開催された国際赤十字連盟第21回理事会に出席し、帰国後の1951年（昭和26年）5月1日、天皇、皇后に理事会に関する進講を行った
1965年（昭和40年）の献血事業に関わる職員の汚職事件の責任をとり、辞任に追い込まれた。1987年（昭和62年）、高松宮宣仁親王斂葬儀の司祭長に就任。墓所は文京区護国寺。

## 経歴
- 1903年（明治36年）- 島津忠済の長男として、東京市麹町区三年町に生まれる[5]。
- 学習院女子部幼稚園に入る。学習院初等科、中等科、高等科を卒業[6]。
- 1915年（大正4年） - 初等科在学中に父・忠済が58歳で死去して、家督を継ぐ[7]。
- 1926年（大正15年）- 京都大学文学部に入学、のち法学部に移り、在学中に結婚し、1930年に卒業[8]。
- 1930年（昭和5年） - 日本赤十字社本社に「社会事業調査の嘱託」として入社し、調査部に勤務[8]。当時、日赤社長だった徳川家達の影響を受ける[9]。
- 1933年（昭和8年） - 貴族院公爵議員
- 1937年（昭和12年） - 東京慈恵会理事となる[10]。
- 1940年（昭和15年） - 徳川家達の死去を受けて、日本赤十字社副社長となる[11]。
- 1942年（昭和17年） - 日本赤十字社に捕虜救恤委員部が設置され、委員長となる[12]。
- 1944年（昭和19年） - 財団法人結核予防会副会長となる[13]。
- 1946年（昭和21年）
  - 7月19日 - 第8代日本赤十字社社長
  - 日付不明 - 結核予防会会長
  - 日付不明 - 社団法人三州倶楽部第5代会長
- 1950年（昭和25年） - モナコで開催された赤十字社連盟第21回理事会に出席。欧米における赤十字社の事業を視察した[14]

## 栄典
- 1915年（大正4年）
  - 10月19日 - 銀杯一個[15]
  - 11月10日 - 大礼記念章（大正）[16]
- 1917年（大正6年）1月24日 - 金杯一組[17]
- 1918年（大正7年）12月20日 - 銀杯一組[18]
- 1920年（大正9年）1月28日 - 銀杯一個[19]
- 1923年（大正12年）5月30日 - 従五位[20]
- 1925年（大正14年）
  - 6月15日 - 正五位[21]
  - 10月24日 - 紺綬褒章[22]
- 1928年（昭和3年）7月2日 - 従四位[23]
- 1932年（昭和7年）7月15日 - 正四位[24]
- 1934年（昭和9年）4月29日 - 勲四等瑞宝章[25]
- 1940年（昭和15年）8月15日 - 紀元二千六百年祝典記念章[26]
- 1942年（昭和17年）5月12日 - 勲三等瑞宝章[27]
- 1943年（昭和18年）8月16日 - 正三位[28]
- 1973年（昭和48年）11月3日 - 勲一等旭日大綬章

外国勲章佩用允許
- 1934年（昭和9年）3月1日 - 満洲帝国：建国功労章[29]
- 1935年（昭和10年）9月21日 - 満洲帝国：満洲帝国皇帝訪日紀念章[30]
- 1941年（昭和16年）12月9日 - 満洲帝国：建国神廟創建紀念章[31]

## 家族

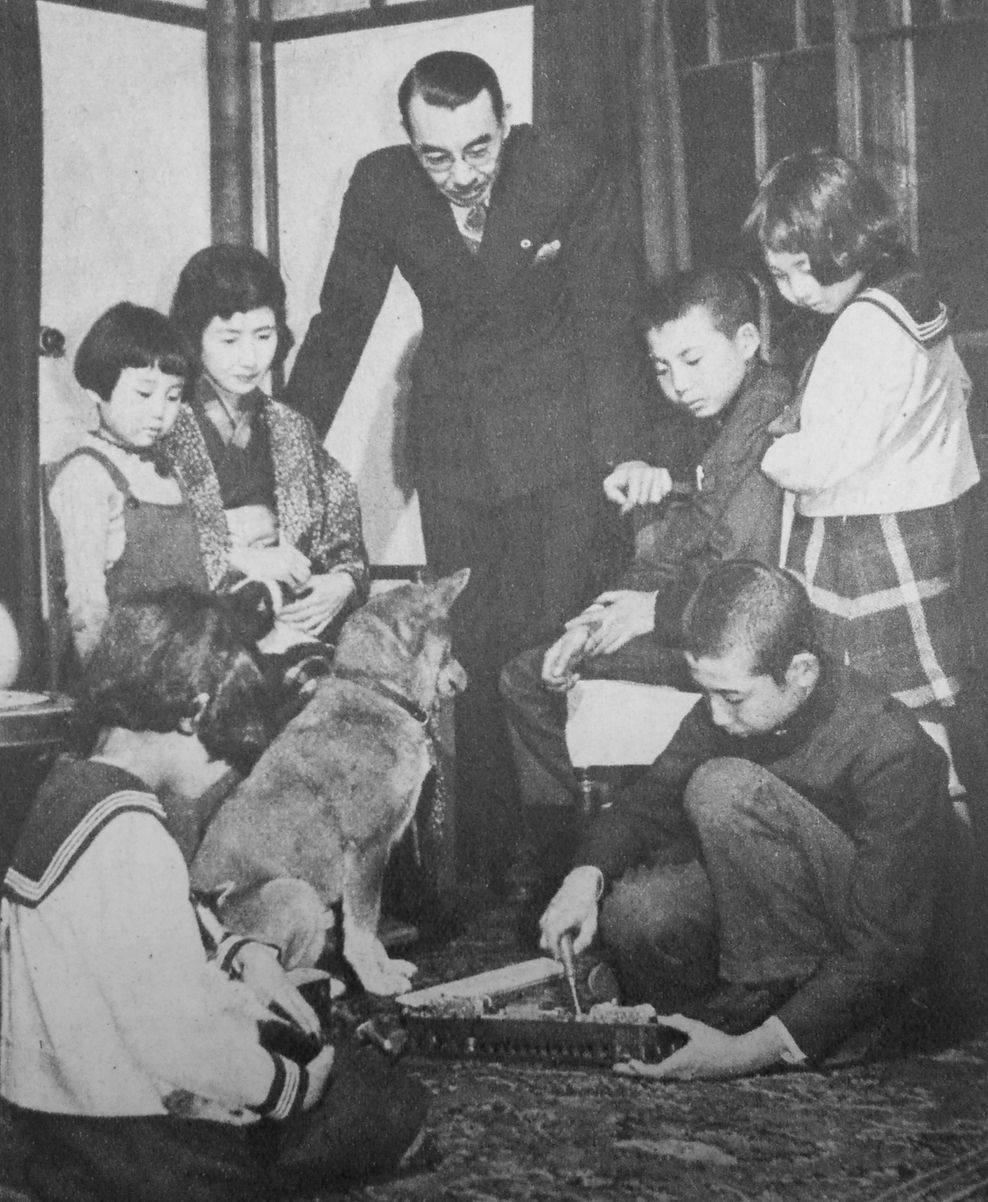
家族と共に（1949年）

- 父：島津忠済（島津久光七男） - 玉里島津家第2代当主
- 母：竹内田鶴子（子爵竹内治則次女）
  - 姉：薫子（1896年〈明治29年〉 - 侯爵小松輝久夫人）
  - 姉：肅子（1901年〈明治34年〉 - 島津康久夫人）
  - 弟：島津久大（1906年〈明治39年〉- ）
  - 妹：量子（1908年〈明治41年〉 - 侯爵久邇邦久夫人）
- 妻：三条泰子（公爵三条公美三女）
  - 長男：島津忠広（ただひろ、1933年〈昭和8年〉 - ） - 玉里島津家第4代当主。妻は、北白川肇子（北白川宮永久王第1王女子）[32]
  - 次男：島津久正（ひさまさ、1937年〈昭和12年〉 - ） - 妻は、穂穙典子（男爵穂穙俊玄次女）[32]
  - 長女：純子（じゅんこ、1938年〈昭和13年〉 - ） - 波多野敬雄夫人[32]
  - 次女：迪子（みちこ、1940年〈昭和15年〉 - ） - 兼高安登仁夫人[32]
  - 三女：慶子（けいこ、1943年〈昭和18年〉 - ） - 北白川道久夫人[32]

長男・忠広の夫人、肇子は北白川宮永久王と同妃祥子の第1王女子で、三女・慶子は北白川宮家当主の北白川道久（婚姻当時は既に皇籍離脱していた）に嫁いだことから、忠広と慶子の配偶者はそれぞれ同じ北白川宮家の兄妹になる。